# 太陽感測器

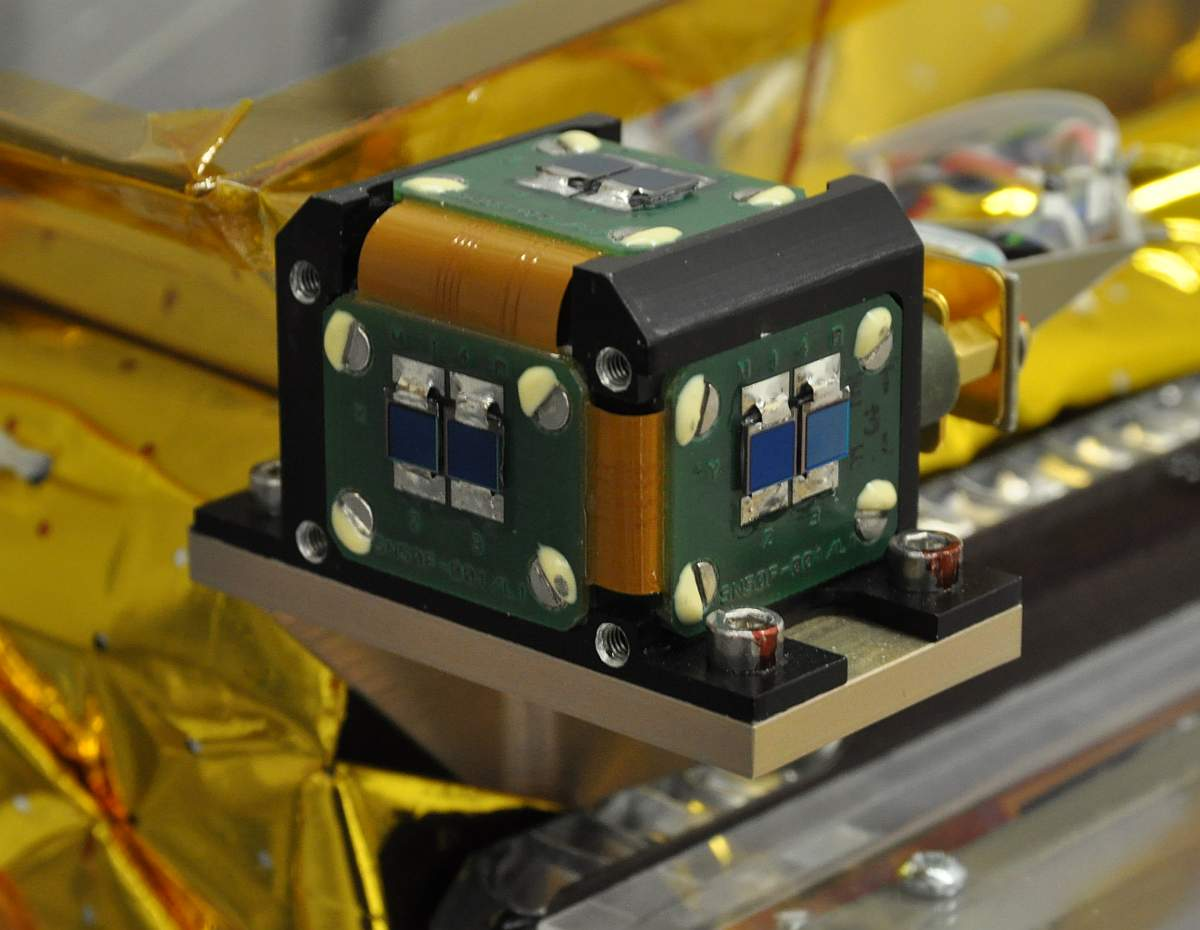
使用在德國的微衛星TET-1上的非線性太陽感測器。

太陽感測器是使用在太空船上感測太陽位置的導航儀器 ，它是姿態控制儀器的一部分。